# Cyperus orthostachyus
Cyperus orthostachyus är en halvgräsart som beskrevs av Adrien René Franchet och Paul Amédée Ludovic Savatier. Cyperus orthostachyus ingår i släktet papyrusar, och familjen halvgräs.

## Underarter
Arten delas in i följande underarter:
- C. o. longibracteatus
- C. o. orthostachyus